# Ngawang Lobsang Gyatso
Ngawang Lobsang Gyatso var den femte inkarnationen av Dalai Lama i Gelug-skolan i den tibetanska buddhismen och kallas ofta för den "store femte".
Under den femte Dalai Lama besegrades fursten av Tsang i Shigatse och den rivaliserande Kagyu-skolan i den tibetanska buddhismen samt och Tibet enades under Gelug-skolan. Större delen av detta skedde under regenten Sonam Rapten, som var Dalai Lamas förmyndare.
1645 påbörjade den femte Dalai Lama bygget av Potalapalatset på ett berg i Lhasa sedan en av hans andliga rådgivare pekat ut platsen som lämplig för ett palats.
1653 besökte den femte Dalai Lama Qingimperiets huvudstad Peking, där han fick audiens med Shunzhi-kejsaren den 9 februari samma år. Frågan om de två härskarna möttes som jämlikar är omtvistad bland historiker.
Lobsang Chökyi Gyaltsen var den femte Dalai Lamas lärare och den förste som identifierades som Panchen Lama under sin livstid. När Lobsang Chökyi Gyaltsen avled 1662 vid 93 års ålder etablerades Panchen Lama-traditionen och han erkändes som den fjärde Panchen Lama.